# Chiesa della Beata Vergine Assunta (Alessandria, San Giuliano Vecchio)
La chiesa Santa Maria Assunta è la parrocchiale di San Giuliano Vecchio, frazione di Alessandria, in provincia e diocesi di Alessandria; fa parte della zona pastorale di Fraschetta-Marengo.

## Storia
L'originaria cappella del paese, attestata come Ecclesia Sancti Juliani, sorse dopo l'anno mille.
Nel 1234 la cura d'anime fu ceduta ai canonici regolari di San Marco di Mantova; tuttavia, sorse una diatriba con il capitolo della cattedrale dei Santi Pietro e Marco di Alessandria, il quale riteneva che la cappella rientrasse nelle sue pertinenze, e, così, l'arcivescovo di Genova Ottone Ghilini prese in mano la situazione e ne confermò il possesso ai canonici.
Questi ultimi, comunque, dopo poco tempo lasciarono San Giuliano e al loro posto s'insediarono i Domenicani; nel 1365 il giuspatronaro passò a tale Girardino de' Guaschi di Borgoglio.
Alla fine del Cinquecento l'edificio, che versava in pessime condizioni, come testimoniato pure dal visitatore Girolamo Ragazzoni, venne risistemato; nel 1669 la chiesetta venne eretta a parrocchiale, per poi essere ricostruita tra il 1703 e il 1710 in seguito al devastante incendio che l'aveva ridotta in macerie nel 1700.
La struttura venne comunque demolita nel 1785 col fine riutilizzarne i materiali per la realizzazione della parrocchiale della Madonna del Rosario di San Giuliano Nuovo. 
Così, a San Giuliano Vecchio fu edificata una nuova chiesa nel 1786 a breve distanza da dove sorgeva quella precedente; questa divenne parrocchiale nel 1838 e fu ampliata nel 1893.
Nella prima metà degli anni ottanta del Novecento si provvide ad adattare l'edificio alle norme postconciliari mediante la realizzazione dell'ambone e dell'altare rivolto verso l'assemblea.

## Descrizione

### Esterno
La facciata a salienti della chiesa, rivolta a settentrione e scandita da lesene corinzie sorreggenti la trabeazione recante la scritta "Gaudent omnes angeli laudantes benedicunt Dominum", presenta al centro il portale d'ingresso, sormontato da un grande affresco inscritto in un arco a tutto sesto e ai lati due finestre di forma ovale, mentre sopra si aprono due nicchie ospitanti altrettante statue; a coronare il prospetto è il timpano di forma triangolare, abbellito da un dipinto.
Annesso alla parrocchiale è il campanile a base quadrata, abbellito da paraste angolari; la cella presenta su ogni lato una grande monofora dotata di balaustra.

### Interno
L'interno dell'edificio si compone di un'unica navata, sulla quale si affacciano le cappelle laterali e le cui pareti sono scandite da lesene sorreggenti la cornice modanata sopra la quale si imposta la volta a botte; al termine dell'aula si sviluppa il presbiterio, a sua volta chiuso dall'abside.